# Can Joan del Carro
Can Joan del Carro és una casa d'Amer (Selva) inclosa a l'Inventari del Patrimoni Arquitectònic de Catalunya.

## Descripció
Edifici entre mitgeres de tres plantes i coberta de doble vessant a façana situada en una cantonada al principi del carrer Àngel Guimerà. Està arrebossada i pintada de color ocre clar, a excepció del marc del balcó del primer pis.
La primera planta està formada per una porta de garatge i dues portes d'accés als pisos superiors, totes tres d'obra de rajola i ciment, al voltant d'un sòcol d'arrebossat pintat de color gris.
El primer pis consta de dues finestres i un balcó emmarcat de pedra sorrenca. Aquest balcó, datat del segle xix, conté als 2 blocs de la part baixa dels brancals les paraules JOAN i PRATS. Això indica que aquestes pedres han estat reaprofitades de llindes de la mateixa o alguna altra casa i s'han reconvertit en balcó. Generalment les finestres que es convertien en balcons, al llarg del segle xix, necessitaven més pedres per ampliar l'obertura per baix. La barana és de ferro de forja i la base, monolítica.
Al segon pis hi ha dues finestres amb ampit de placat de pedra. Els ràfecs són d'una filera de teula i canalera metàl·lica.

## Història
Casa originaria del segle xviii i amb reformes durant els segles XIX i XX.
Del 1985 al 2006 els canvis han estat els següents: la teulada ja no és de doble vessant a laterals, sinó de doble vessant a façana. El portal emmarcat de pedra amb llinda monolítica ara és una porta de garatge. I la finestra emmarcada de pedra del segon pis ara ja no hi és.